# 87. ceremonia wręczenia Oscarów
87. ceremonia wręczenia Oscarów (nagród Amerykańskiej Akademii Sztuki i Wiedzy Filmowej) za rok 2014 odbyła się 22 lutego 2015 roku w Dolby Theatre w Hollywood. Galę po raz pierwszy poprowadził aktor Neil Patrick Harris.

## Nominowani
Listę nominowanych do Oscara ogłoszono 15 stycznia 2015 roku w Samuel Goldwyn Theater w Beverly Hills.

### Najlepszy film
- Alejandro González Iñárritu, John Lesher, James W. Skotchdopole – Birdman
  - Clint Eastwood, Robert Lorenz, Andrew Lazar, Bradley Cooper i Peter Morgan – Snajper
  - Richard Linklater, Cathleen Sutherland – Boyhood
  - Wes Anderson, Jeremy Dawson, Steven M. Rales, Scott Rudin – Grand Budapest Hotel
  - Nora Grossman, Ido Ostrowsky i Teddy Schwarzman – Gra tajemnic
  - Dede Gardner, Jeremy Kleiner, Christian Colson, Oprah Winfrey – Selma
  - Tim Bevan, Eric Fellner, Lisa Bruce, Anthony McCarten –  Teoria wszystkiego
  - Jason Blum, Helen Estabrook, David Lancaster – Whiplash

### Najlepszy reżyser
- Alejandro González Iñárritu – Birdman
  - Wes Anderson – Grand Budapest Hotel
  - Richard Linklater – Boyhood
  - Bennett Miller – Foxcatcher
  - Morten Tyldum – Gra tajemnic

### Najlepszy aktor pierwszoplanowy
- Eddie Redmayne –  Teoria wszystkiego
  - Steve Carell – Foxcatcher
  - Bradley Cooper – Snajper
  - Benedict Cumberbatch – Gra tajemnic
  - Michael Keaton – Birdman

### Najlepsza aktorka pierwszoplanowa
- Julianne Moore – Still Alice
  - Marion Cotillard – Dwa dni, jedna noc
  - Felicity Jones –  Teoria wszystkiego
  - Rosamund Pike – Zaginiona dziewczyna
  - Reese Witherspoon – Dzika droga

### Najlepszy aktor drugoplanowy
- J.K. Simmons – Whiplash
  - Robert Duvall – Sędzia
  - Ethan Hawke – Boyhood
  - Edward Norton – Birdman
  - Mark Ruffalo – Foxcatcher

### Najlepsza aktorka drugoplanowa
- Patricia Arquette – Boyhood
  - Laura Dern – Dzika droga
  - Keira Knightley – Gra tajemnic
  - Emma Stone – Birdman
  - Meryl Streep – Tajemnice lasu

### Najlepszy scenariusz oryginalny
- Alejandro González Iñárritu, Nicolás Giacobone, Alexander Dinelaris Jr., Armando Bó – Birdman
  - Richard Linklater – Boyhood
  - E. Max Frye, Dan Futterman – Foxcatcher
  - Wes Anderson, Hugo Guinness – Grand Budapest Hotel
  - Dan Gilroy – Wolny strzelec

### Najlepszy scenariusz adaptowany
- Graham Moore – Gra tajemnic
  - Jason Hall – Snajper
  - Paul Thomas Anderson – Wada ukryta
  - Anthony McCarten –  Teoria wszystkiego
  - Damien Chazelle – Whiplash

### Najlepszy pełnometrażowy film animowany
- Don Hall, Chris Williams i Roy Conli – Wielka szóstka
  - Anthony Stacchi, Graham Annabl i Travis Knight – Pudłaki
  - Dean DeBlois, Bonnie Arnold – Jak wytresować smoka 2
  - Tomm Moore i Paul Young – Sekrety morza
  - Isao Takahata i Yoshiaki Nishimura – Księżniczka Kaguya

### Najlepszy film nieanglojęzyczny
- Polska • Paweł Pawlikowski – Ida
  -  Rosja • Andriej Zwiagincew – Lewiatan
  -  Estonia • Zaza Urushadze – Mandarynki
  -  Mauretania • Abderrahmane Sissako – Timbuktu
  -  Argentyna • Damián Szifron – Dzikie historie

### Najlepszy film dokumentalny
- Laura Poitras, Mathilde Bonnefoy i Dirk Wilutsky – Citizenfour
  - John Maloof i Charlie Siskel – Szukając Vivian Maier
  - Rory Kennedy i Kevin McAlester – Ostatnie dni w Wietnamie
  - Wim Wenders, Juliano Ribeiro Salgado i David Rosier – Sól ziemi
  - Orlando von Einsiedel i Joanna Natasegara – Virunga

### Najlepszy krótkometrażowy film dokumentalny
- Ellen Goosenberg, Kent Perry, Dana Perry – Linia kryzysowa dla weteranów
  - Aneta Kopacz – Joanna
  - Tomasz Śliwiński, Maciej Ślesicki – Nasza klątwa
  - Gabriel Serra Arguello – The Reaper
  - J. Christian Jensen – White Earth

### Najlepszy krótkometrażowy film aktorski
- Mat Kirkby, James Lucas – The Phone Call
  - Oded Binnun, Mihal Brezis – Aya
  - Michael Lennox, Ronan Blaney – Boogaloo and Graham
  - Hu Wei, Julien Féret – Butter Lamp (La Lampe au Beurre de Yak)
  - Talkhon Hamzavi, Stefan Eichenberger – Parvaneh

### Najlepszy krótkometrażowy film animowany
- Patrick Reed, Kristina Reed – Feast
  - Daisy Jacobs, Christopher Hees – The Bigger Picture
  - Robert Kondo, Dice Tsutsumi – The Dam Keeper
  - Torill Kove – Me and My Moulton
  - Joris Oprins – A Single Life

### Najlepsza muzyka
- Alexandre Desplat – Grand Budapest Hotel
  - Alexandre Desplat – Gra tajemnic
  - Hans Zimmer – Interstellar
  - Gary Yershon – Pan Turner
  - Jóhann Jóhannsson –  Teoria wszystkiego

### Najlepsza piosenka
- Glory z filmu Selma – Common, John Legend
  - Everything Is Awesome z filmu Lego: Przygoda – Shawn Patterson
  - Grateful z filmu Beyond the Lights – Diane Warren
  - I’m Not Gonna Miss You z filmu Glen Campbell: I’ll Be Me – Glen Campbell, Julian Raymond
  - Lost Stars z filmu Zacznijmy od nowa – Gregg Alexander, Danielle Brisebois

### Najlepsze zdjęcia
- Emmanuel Lubezki – Birdman
  - Robert Yeoman – Grand Budapest Hotel
  - Łukasz Żal, Ryszard Lenczewski – Ida
  - Dick Pope – Pan Turner
  - Roger Deakins – Niezłomny

### Najlepsza scenografia i dekoracja wnętrz
- Adam Stockhausen, Anna Pinnock – Grand Budapest Hotel
  - Maria Djurkovic, Tatiana Macdonald – Gra tajemnic
  - Nathan Crowley, Gary Fettis – Interstellar
  - Dennis Gassner, Anna Pinnock – Tajemnice lasu
  - Suzie Davies, Charlotte Watts – Pan Turner

### Najlepsze kostiumy
- Milena Canonero – Grand Budapest Hotel
  - Mark Bridges – Wada ukryta
  - Colleen Atwood – Tajemnice lasu
  - Anna Biedrzycka-Sheppard – Czarownica
  - Jacqueline Durran – Pan Turner

### Najlepsza charakteryzacja
- Frances Hannon, Mark Coulier –  Grand Budapest Hotel
  - Bill Corso, Dennis Liddiard – Foxcatcher
  - Elizabeth Yianni-Georgiou, David White – Strażnicy Galaktyki

### Najlepszy montaż dźwięku
- Craig Mann, Ben Wilkins, Thomas Curley – Whiplash
  - John Reitz, Gregg Rudloff, Walt Martin – Snajper
  - Jon Taylor, Frank A. Montaño, Thomas Varga – Birdman
  - Gary A. Rizzo, Gregg Landaker, Mark Weingarten – Interstellar
  - Jon Taylor, Frank A. Montaño, David Lee – Niezłomny

### Najlepszy dźwięk
- Alan Robert Murray, Bub Asman – Snajper
  - Martin Hernández, Aaron Glascock – Birdman
  - Brent Burge, Jason Canovas – Hobbit: Bitwa Pięciu Armii
  - Richard King – Interstellar
  - Becky Sullivan, Andrew DeCristofaro – Niezłomny

### Najlepszy montaż
- Tom Cross – Whiplash
  - Joel Cox i Gary D. Roach – Snajper
  - Sandra Adair – Boyhood
  - Barney Pilling – Grand Budapest Hotel
  - William Goldenberg – Gra tajemnic

### Najlepsze efekty specjalne
- Paul Franklin, Andrew Lockley, Ian Hunter, Scott Fisher – Interstellar
  - Dan DeLeeuw, Russell Earl, Bryan Grill i Dan Sudick – Kapitan Ameryka: Zimowy żołnierz
  - Joe Letteri, Dan Lemmon, Daniel Barrett i Erik Winquist – Ewolucja planety małp
  - Stephane Ceretti, Nicolas Aithadi, Jonathan Fawkner, Paul Corbould – Strażnicy Galaktyki
  - Richard Stammers, Lou Pecora, Tim Crosbie i Cameron Waldbauer – X-Men: Przeszłość, która nadejdzie

## Podsumowanie wyróżnień
Liczba nominacji
(Ograniczenie do dwóch nominacji)
9: Birdman,  Grand Budapest Hotel
8: Gra tajemnic
6: Snajper, Boyhood
5: Foxcatcher, Interstellar,  Teoria wszystkiego, Whiplash
4: Pan Turner
3: Tajemnice lasu, Niezłomny
2: Strażnicy Galaktyki, Ida, Wada ukryta, Selma, Dzika droga
Liczba statuetek
(Ograniczenie do dwóch)
4: Birdman,  Grand Budapest Hotel
3: Whiplash